# Splendor (muziekgebouw)
Splendor is een muziekgebouw in de wijk Uilenburg in het centrum van Amsterdam in een monumentaal pand dat is gebouwd in de stijl van de Amsterdamse School. Het voormalig gemeente badhuis was in 1983 een rijwielfabriek en is tussen 2010 en 2013 verbouwd tot een plek waar concerten, lessen en workshops gegeven kunnen worden, waar gerepeteerd kan worden en verder alles wat met podiumkunst te maken heeft kan gebeuren. 
"Missie: Splendor is een culturele vrijplaats, waarin podiumkunstenaars onafhankelijk van overheid en politieke instanties kunnen maken waarvan zij vinden dat mensen dat moeten kunnen zien, voelen en horen."
Splendor wierf obligatiehouders (die elk €1000 betaalden), leden en donateurs om de verbouwing en het beheer en gebruik van het gebouw te kunnen betalen.
Splendor is opgericht door bassist Wilmar de Visser en wordt gerund door ongeveer vijftig musici, waaronder Oene van Geel, Claron McFadden, Michael Moore, Nora Fischer en Remy van Kesteren. De Splendormusici treden eenmaal per jaar op voor de leden. In ruil daarvoor kunnen ze het gebouw gebruiken voor repetities en andere zaken.

## Prijzen
In 2015 won Splendor de Amsterdamprijs voor de Kunst in de categorie Stimuleringsprijs. De jury vond dat Splendor zich in korte tijd had ontwikkeld tot spin in het web van het Amsterdamse muziekleven.
In 2020 won Splendor de Classical:NEXT Innovation Award. Ze werden bekroond als 'meest vooruitstrevende muzikale initiatief', omdat Splendor (tijdens de coronapandemie) ‘het vermogen had getoond te kunnen overleven en gedijen in wanhopige tijden’.
In 2022 wonnen drie Splendormusici de Willem Breuker Prijs: Diamanda La Berge Dramm en het duo Mike Fentross en Maarten Ornstein. Fentross en Ornstein vertelden in een interview naar aanleiding van deze prijs dat hun samenwerking was ontstaan dankzij Splendor.